# Steinweg 81 (Quedlinburg)

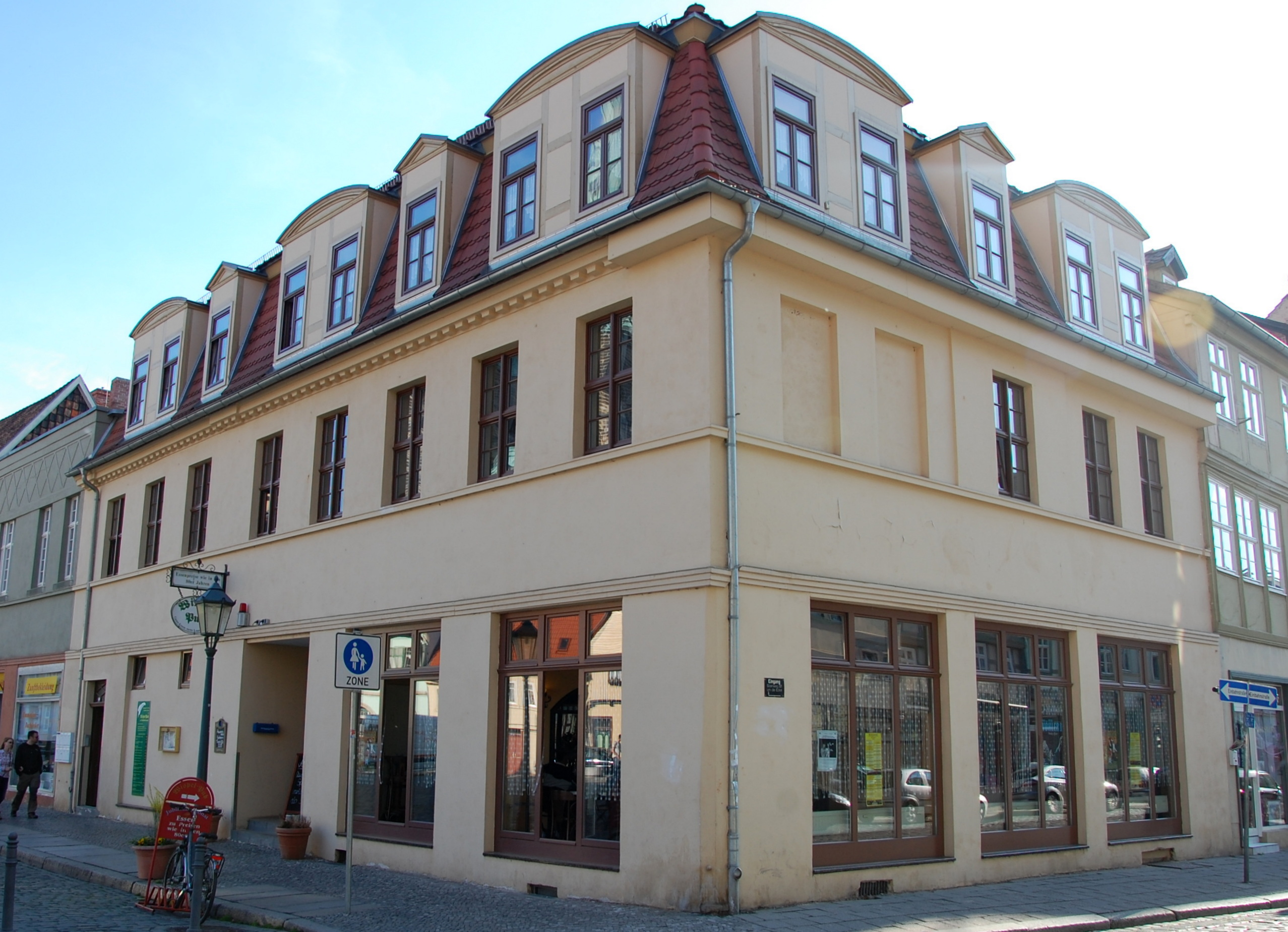
Haus Steinweg 81

Das Haus Steinweg 81 ist ein denkmalgeschütztes Gebäude in der Stadt Quedlinburg in Sachsen-Anhalt.

## Lage
Es befindet sich in der historischen Quedlinburger Neustadt auf der Südseite des Steinwegs, an der Einmündung der Pölkenstraße. Im Quedlinburger Denkmalverzeichnis ist es als Wohnhaus eingetragen.

## Architektur und Geschichte
Das zweigeschossige Gebäude entstand im Stil des Spätbarock. Es wird von einem markanten Mansarddach bedeckt. In späterer Zeit wurden Ladeneinbauten vorgenommen. Bemerkenswert ist eine beschnitzte Hauseingangstür.
Im Erdgeschoss des Hauses befindet sich eine gastronomische Nutzung.
Am 26. Mai 2017 wurden vor dem Haus Stolpersteine für Berta und Bruno Sommerfeld verlegt, die hier zeitweise lebten und 1943 deportiert und dann ermordet wurden.